# かどたひろし
かどた ひろし（生年非公表、5月22日生）は、日本の漫画家・キャラクターデザイナー。宮城県仙台市出身。

## 経歴
様々な職種を経て、23歳に「かどたひろし」としてデビューする。数年後、ペンネームを富子 海に改名するが、周囲から分かりづらいという意見があり、約1年でかどたひろしに戻す。同県出身の少女漫画家安孫子三和とは、専門学校日本ビジネススクール仙台校（現・日本デザイナー芸術学院仙台校）在学中に同じクラスであり、友人でもある。『BLUE CITY』『アヒル真昼に翔びしゃんせ』は「富子海」時代に描かれた作品であるが、現在は「かどたひろし」名義となっている。コーエーの競馬シミュレーションゲーム、ウイニングポストシリーズのキャラクターデザイナーも務めている。

## 作品リスト
- Wolf Guy （原作：平井和正 全4巻）
- BLUE CITY （少年画報社 YKコミックス）
- チキン! （マンサンコミックス 全4巻）
- シャッフル （ヤングチャンピオンコミックス 全6巻）
- 月丸－ワイルドムーン－ （スコラSC 全2巻）
- 童華〈マリア・ラウ〉 （ヤングチャンピオンコミックス 全1巻）
- 相続人TOMOKO （原作：大沢在昌 ヤングチャンピオンコミックス 全2巻）
- アヒル真昼に翔びしゃんせ （小池書院）
- ダボ （少年画報社 YKコミックス 全7巻）
- 新ビッグ・マグナム黒岩先生 （原作：新田たつお マンサンコミックス）
- デビルズケーキ （SANWA COMICS）
- 緋牡丹博徒お竜仇討ち旅 （原作：鈴木則文）
- 打天使 （近代麻雀コミックス 全4巻）
- 威打天-打天使 番外編- （全1巻）
- 風の三日月 （原作：梶研吾 竹書房 コミックス既刊1巻）
- 走れ!エロス
- 純恋花 （原作：倉科遼）
- 千姫 （戦国武将列伝）
- リーツェンの桜 （原作：舘澤貢次 「双葉社Webマガジン」連載中 既刊3巻）
- そば屋幻庵 （原作：梶研吾 「コミック乱ツインズ」連載中 既刊17巻）
- 勘定吟味役異聞 （原作：上田秀人 「コミック乱ツインズ」連載 全16巻）
- Doctor-X 外科医・大門未知子 （制作：テレビ朝日/脚本：中園ミホ  既刊2巻）
- 御広敷用人 大奥記録（原作：上田秀人 「COMIC熱帯」連載中 既刊1巻）

## 未収録作品
- she's（雑誌が廃刊）
- 稲造くん街を走る!
- 俺の名はY.W（読み切り）
- 丘を越えてゆこうヨ。
- マルシア-MARUSIA-（読み切り）
- 雷電本紀 （原作：飯嶋和一)
- 上意討ち （原作：池波正太郎、「コミック乱ツインズ」2015年8月号)

## キャラクターデザイン
- 夜のない街（2000年10月 - 11月 仙台市天文台 幼児向けプラネタリウムで上映） ※ 現在は上映されていない
- わくわく銀河探検（HITACHI CD-ROM 「Astro Museum vol.1 わくわく銀河探検」）
- 星のせいこちゃん（仙台市天文台　幼児向けプラネタリウムで上映　※ 現在は上映されていない）
- ジーワンジョッキー2000（PlayStation）
- ジーワンジョッキー（PlayStation）
- Winning Post4"プログラム2000"（PlayStation, Dreamcast）
- ホースブレーカー（Windows 95/98/2000, PocketStation対応）
- Winning Post4（Windows 95/98, PlayStation, Dreamcast）
- Winning Post4 MAXIMUM(マキシマム) （PlayStation 2）
- Winning Post5 （Windows 95/98/Me/2000, PlayStation 2）
- Winning Post6 （Windows 95/98/Me/2000, PlayStation 2）
- Winning Post6 2006・2008（PlayStation Portable）

## 映画
- ダボ（監督：及川善弘, 主演：延原達治でビデオ映画化）
- 麻雀創世記 打天使（監督：高橋雄弥, 主演：宮本真希 VシネマDVD化）
  - 第1章 氷の女雀士 復讐の闘打（2008年7月25日発売）
  - 第2章 仁義なき血染めの闘打（2008年11月21日発売）
  - 第3章 対決!蛇の牌 最後の闘打（2009年1月23日発売）